# Amen (Baustelle)
Amen è il quarto album studio del gruppo musicale toscano Baustelle, pubblicato il 1º febbraio 2008 dalla Warner Music.

## Descrizione
(Francesco Bianconi)
Il disco debutta alla quarta posizione della classifica ufficiale italiana FIMI, risultando, alla fine del 2008, il 48º più venduto con 32 settimane non consecutive in classifica.
La scrittura delle canzoni ha occupato solo due mesi di lavoro, successivamente Francesco Bianconi ha pre-prodotto le tracce con il software Apple GarageBand, mentre le registrazioni e il missaggio sono avvenuti tra aprile e agosto del 2007 al Transeuropa Studio di Revigliasco, in provincia di Torino. La produzione esecutiva è di Roberto Trinci mentre la produzione artistica è stata affidata a Carlo Ubaldo Rossi (suona anche marranzano, minimoog Voyager, moog Source, pandeiro e collabora all'arrangiamento dell'orchestra di archi e fiati insieme a Bianconi) con la collaborazione del gruppo e di Mauro Tavella. Fa eccezione l'orchestra d'archi registrata nello studio fondato da Mauro Pagani, le Officine Meccaniche di Milano, sempre da Carlo U. Rossi con la collaborazione di Giuseppe Salvadori e Antonio Cupertino. Invece, il brano No Steinway è stato registrato e mixato da Davide Cristiani al Bombanella Studio di Marano sul Panaro, in provincia di Modena. Infine è stato masterizzato da Antonio Baglio al Nautilus Studio di Milano.
Alle registrazioni partecipano anche il musicista etiope Mulatu Astatke, compositore della colonna sonora di Broken Flowers di Jim Jarmusch (e anche autore della prima traccia E così sia); Alessandro Alessandroni, celebre per i suoi fischi nelle colonne sonore dei film di Ennio Morricone, oltre che fischiare in Spaghetti Western, suona la fisarmonica, il sitar e la chitarra acustica; la cantautrice Beatrice Antolini; Alessandro Maiorino (che collaborerà con il gruppo anche per gli album successivi) e Sergio Carnevale. Inoltre Francesca Genti è coautrice insieme a Bianconi del testo di Dark Room.
La produzione e gli arrangiamenti sono stati definiti dallo stesso Bianconi molto complessi e stratificati, quasi "barocchi". Anche la critica concorda nel definire gli arrangiamenti "stratificati ed intricati" "consistenti in cui spiccano archi, ottoni e bellissime melodie" ma "lontani dall'appesantire i motivi, ne esaltano la musicalità e donano insieme enfasi, leggerezza, slancio"
Nel disco, data la lunga durata, sono state nascoste due tracce in negativo: No Steinway e Spaghetti Western.

## Singoli
Ad anticipare l'uscita dell'album, l'11 gennaio 2008 viene diffuso in radio il primo singolo Charlie fa surf, poi seguito dal video il 1º febbraio.
Colombo, il secondo singolo, è entrato in rotazione radiofonica il 4 aprile, mentre il 28 aprile ne è stato diffuso il videoclip.
Il video del terzo singolo, Baudelaire, diretto da Mr. Maciunas e Massimiliano Bartolini, viene presentato nei negozi FNAC il 16 giugno a Torino, il 17 a Milano, il 21 a Verona e il 25 a Roma, mentre il 30 giugno entra in rotazione sui principali canali televisivi musicali.

## Brani
- E così sia è l'intro, suonata al pianoforte da Mulatu Astatke.
- Colombo è ispirata alle vicende del Tenente Colombo.[5]
- Charlie fa surf è ispirata a un'installazione dell'artista Maurizio Cattelan intitolata Charlie Don't Surf, in cui un bambino è inchiodato con le matite al banco di scuola. Il testo è, per Bianconi, allo stesso tempo un brano "di ribellione pura e di parodia della ribellione".[5]
- Il liberismo ha i giorni contati è un brano sul fallimento dell'uomo, inteso all'interno di una società regolata esclusivamente dall'economia. La protagonista del brano è Anna che vede crollare i suoi ideali e i suoi sogni all'interno di un sistema che implode.
- L'aeroplano è un canto di disillusione, in cui il volo dell'aeroplano ha quella destinazione che l'uomo (soprattutto in amore) non ha. Il verso chiave del pezzo è infatti "noi voliamo invano".
- Baudelaire è, come definito da Bianconi, un "inno al non-suicidio". In un'intervista l'autore afferma: "Nel testo vengono citati quei personaggi che più hanno rappresentato la figura del personaggio autodistruttivo, che riesce però a rendersi immortale attraverso la propria arte. Baudelaire e Pasolini sono accomunati da questo, e le loro vite ci spingono alla riflessione su quale sia il senso della vita.[19]
- L. è una canzone d'amore e di fantascienza, dove L. sta per Laura.
- Antropophagus è "una fotografia visionaria di Piazza Duca d'Aosta a Milano, davanti alla Stazione Centrale"[5], una canzone che parla "del sentirsi emarginati a Milano".[10] L'immaginario invocato dalla canzone comprende di tutto: gente dell'est, barboni, ubriachi, famiglie accampate sull'aiuola e persino tribù di cannibali.
- Panico! è un omaggio a Lee Hazlewood e al suo successo These Boots Are Made for Walkin', citato nel testo (Mettere gli stivali e farli andare […] Mettersi a cantare un inno rock and roll/À la Lee Hazlewood). Anche la musica richiama il brano di Hazlewood.[5] Come dice il testo stesso, "una preghiera contro l'inquietudine".
- Alfredo è dedicato ad Alfredo Rampi, bambino protagonista suo malgrado dell'incidente di Vermicino, e in generale al quadro storico dei primi anni ottanta italiani. Bianconi spiega: "Ci sono Pertini e Fanfani, c'è il ritratto di un'Italia non troppo distante da quella di oggi, con la P2 e gli intrighi di potere, un Paese che è cambiato, dove però la malapolitica è rimasta immutata".[20] e ancora: "Se devo raccontare la storia di Alfredino, preferisco essere cinico, che banale o retorico. È una tragedia così grossa che preferisco trattarla dall'esterno, come uno scienziato, piuttosto che cercare l'empatia che può sfociare nel melodramma".[9] Nel 2017, dopo la sua paternità, ha sostenuto di sentire "diversamente" questa canzone: "Alfredo per me era un evento molto tragico anche prima, è solo che adesso penso magari anche ai genitori di Alfredo invece che solo a lui direttamente. Penso a queste persone che hanno dovuto sopportare qualcosa che penso come il dolore più grande nella vita, quello della perdita di un figlio"[21]
- Dark room è costituita da un dialogo incentrato sul sesso, all'interno della dark room di una discoteca, tra una donna e tanti uomini.
- L'uomo del secolo descrive la storia di un disertore dell'esercito italiano dopo l'Armistizio di Cassibile, un uomo che matura una coscienza antifascista e con una vita molto lunga ma che tuttavia è rimasta segnata dalla guerra e dalla politica che lo ha deluso ("Cento anni non portati male / Lascio il mondo che mi ha maltrattato / Me ne vado, mi sono stufato / Vi ho voluto bene, adesso vado / Sono stato un comunista / Avevo un sogno, una speranza / Arrivederci amore, addio")
- La vita va descrive una storia d'amore appena cominciata e già finita.
- Ethiopia è un pezzo strumentale, anche questo eseguito da Astatke.
- Andarsene così descrive un modo di lottare in maniera statica (come "lucertole nel sole"), cercare l'assoluto, inteso non solo come Dio.
- No Steinway è una rielaborazione psichedelica, composta ed eseguita da Beatrice Antolini, del motivo della canzone successiva.
- Spaghetti Western è ispirata al fenomeno del caporalato con riferimenti espliciti a Foggia e ai campi di pomodoro.

## Copertina
La copertina e il suo retro sono una foto dello sguardo di Rachele Bastreghi scattata da Gianluca Moro. Ricorda la copertina dell'album di debutto dei La's.

## Accoglienza
| Recensione       | Giudizio |
| ---------------- | -------- |
| Rumore           |          |
| Ondarock         |          |
| Rockit           | positivo |
| SentireAscoltare |          |

Per Ondarock, Veronica Rosi lo definisce "l'opera matura di una band che sta dando tutto mentre la fragile architettura su cui si reggono i suoi destini le sta crollando addosso".
Per il sito di musica Rockit, l'album è classificato come "Primascelta!". Stefano Bottura lo definisce "perfetto figlio del tempo in cui viviamo", "in un equilibrio non ancora infallibile (alcune cadute di tono ci sono) ma capace comunque di far vibrare e andare a toccare i nervi scoperti di una Società (la nostra, Occidente) alla rovina."
Per Sentireascoltare, l'album riceve il voto di 7,5/10. Stefano Solvienti scrive: "Un percorso di chilometri ed epoche, di generazioni, di valori mitologici e comunque sbriciolati, di simboli e feticci divorati dalla storia ma annidati nella memoria."

## Premi e certificazioni
È stato premiato con la Targa Tenco per il "miglior album dell'anno" nel 2008, avendo la meglio su Jovanotti (con Safari), Afterhours (con I milanesi ammazzano il sabato), Roberto Vecchioni (con Di rabbia e di stelle) e Francesco De Gregori (con Per brevità chiamato artista).
Ha venduto più di 70 000 copie ed è stato certificato disco di platino dalla FIMI.
Il disco ha ricevuto anche il premio di Musica & Dischi "Borsa Indies", relativo alle vendite nei circuiti di distribuzione specializzati in produzioni alternative.

## Tracce
Testi di Francesco Bianconi, eccetto dove indicato; edizioni musicali Warner Chappell Music It. - Universal Music Publishing.
1. E così sia – 0:26 (musica: Mulatu Astatke)
2. Colombo – 2:54 (musica: Claudio Brasini, Francesco Bianconi)
3. Charlie fa surf – 4:23 (musica: Claudio Brasini, Francesco Bianconi)
4. Il liberismo ha i giorni contati – 3:54 (musica: Francesco Bianconi)
5. L'aeroplano – 4:18 (musica: Francesco Bianconi, Rachele Bastreghi)
6. Baudelaire – 6:20 (musica: Claudio Brasini, Francesco Bianconi)
7. L – 4:35 (musica: Francesco Bianconi)
8. Antropophagus – 5:33 (musica: Francesco Bianconi)
9. Panico! – 3:59 (musica: Francesco Bianconi)
10. Alfredo – 3:55 (musica: Francesco Bianconi, Rachele Bastreghi)
11. Dark Room – 4:50 (testo: Francesco Bianconi, Francesca Genti – musica: Rachele Bastreghi)
12. L'uomo del secolo – 4:12 (musica: Francesco Bianconi)
13. La vita va – 4:07 (musica: Rachele Bastreghi)
14. Ethiopia – 2:28 (musica: Francesco Bianconi)
15. Andarsene così – 2:46 (musica: Francesco Bianconi)

Durata totale: 58:40
In negativo
1. No Steinway – 1:12 (musica: Francesco Bianconi, Beatrice Antolini)
2. Spaghetti Western – 3:49 (musica: Francesco Bianconi, Claudio Brasini, Rachele Bastreghi)

## Classifiche
| Classifica               | Posizione massima |
| ------------------------ | ----------------- |
| Italia (Classifica FIMI) | 4                 |

## Formazione

### Gruppo
- Francesco Bianconi - voce, chitarra acustica, chitarra elettrica, organo Hammond, programmazione, tastiere, sintetizzatore, elettronica, Acme Siren
- Claudio Brasini - chitarra elettrica, pedali, elettronica
- Rachele Bastreghi - voce, pianoforte, wurlitzer, Fender Rhodes, organo Hammond

### Altri musicisti
- Mulatu Astatke - vibrafono, Fender Rhodes, pianoforte, percussioni in Ethiopia e Andarsene così[5]
- Alessandro Alessandroni - fischio in Spaghetti Western[5], fisarmonica in Alfredo[5], sitar in Il liberismo ha i giorni contati[5], chitarra acustica in Ethiopia e Andarsene così[5]
- Beatrice Antolini - pianoforte, violoncello, percussioni, harmophone, piano honky tonk in Spaghetti Western[9]
- Sergio Carnevale - batteria, percussioni
- Alessandro Maiorino - basso, contrabbasso
- Chiara Maritano - chitarra acustica
- Beatrice Martini - arpa in Charlie fa surf[5]
- Carlo U. Rossi - marranzano, sintetizzatore, pandeiro, programmazione, arrangiamento archi e fiati
- Laura Polizzi - voce recitante in Panico!
- Luigi Napolitano - tromba, flicorno
- Federico Bambi - tromba
- Enrico Allevana - trombone
- Giorgio Giovannini - trombone basso
- Paolo Parpaglini - sax tenore, sax baritono
- Ezio Rizzon - oboe
- Florin Bodnarescul - corno francese
- Orchestra d'archi EdoDea di Edoardo De Angelis e Silvia Catasta, diretta da Fabio Gurian - violini, viole e violoncelli

#### Membri dell'orchestra

##### Violini
- Michelangelo Cagnetta
- Elisa Poletto
- Fabio Nico
- Nicola Paolicelli
- Aldo Campagnari
- Danilo Ortelli
- Simone Rossetti
- Igor Gogolev
- Cesare Zanetti
- Nikolaij Dellingshausen
- Andrea Poetini
- Gianmaria Bellisario

##### Viole
- Emilio Eria
- Maria Lucchi
- Kirill Vishnyakov
- Alice Bisanti

##### Violoncelli
- Luca De Muro
- Marcello Rosa
- Estela De Castro
- Flavio Bombardieri
- Emanuela Campagnoli